# Mały światek Don Camilla
Mały światek Don Camilla (wł. Il Piccolo mondo di Don Camillo) – włosko–francuska komedia z 1952 w reżyserii Juliena Duviviera z Fernandelem i Gino Cervim w rolach głównych, na podstawie serii opowiadań Giovanniego Guareschiego. Zdjęcia kręcono w prowincji Reggio Emilia w regionie Emilia-Romania.
Film został nagrodzony National Board Review Award dla najlepszego filmu zagranicznego w 1953.

## Fabuła
Włochy po II wojnie światowej. Przez cały kraj przebiega niewidzialna linia podziału między światem komunistycznym i kościelnym. W miasteczku Po głównymi eksponentami tych odmiennych światów są proboszcz Don Camillo oraz wójt Peppone. Duchowny chce urządzić miasteczko po swojemu. Wójt inaczej widzi przyszłość miejscowości.

## Obsada
- Fernandel jako Don Camillo
- Gino Cervi jako Giuseppe „Peppone” Bottazzi
- Vera Talchi jako Gina Filotti
- Franco Interlenghi jako Mariolino
- Sylvie jako Signora Cristina
- Charles Vissières jako biskup
- Manuel Gary jako delegat
- Leda Gloria jako Signora Bottazzi
- Armando Migliari jako Brusco della Bruciata
- Saro Urzì jako Brusco